# Air Botswana
Air Botswana er det nationale flyselskab i Botswana. Selskabet har hub og hovedkontor på Sir Seretse Khama International Airport, 15 km fra landets hovedstad Gaborone. Selskabet er ejet af staten, og blev etableret i 1972.
Libyan opererede i september 2013 ruteflyvninger til 13 destinationer i seks lande. Flyflåden bestod af otte fly med en gennemsnitsalder på 17,2 år. Her af var der tre eksemplarer af ATR 42, ét ATR 72 samt to eksemplarer af British-Aerospace Avro RJ85 og British Aerospace 146.

## Historie
Air Botswana blev grundlagt 2. juli 1972 som efterfølger for de tidligere nationale flyselskaber: Botswana National Airways (1966-1969) og Botswana Airways Corporation (1970-1971). Flyoperationerne begyndte 1. august 1972 med selskabets eneste fly, et Fokker F-27 Friendship. Op gennem 1970'erne fløj Air Botswana en rute fra Gaborone, der gik til tre byer, Manzini, Johannesburg og Harare, inden flyet vendte tilbage til Gaborone.
Den 11. oktober 1999 blev Air Botswana udsat for en selvmordsmission fra en ansat. På Sir Seretse Khama International Airport fløj pilot Christopher Phatswe et tomt ATR 42 fly ind i to andre fly af samme type. Phatswe havde taget flyet uden tilladelse i de tidlige morgentimer, og havde i luften meddelt flyvekontroltårnet at han agtede at dræbe sig selv. Efter cirkelbevægelser over Gaborone i to timer, tog Phatswe et par sving og styrtede sit stjålne fly ved en hastighed på 370 km/t ind i flyselskabets to andre ATR 42 fly der stod parkeret på forpladsen. Alle tre fly bliver ødelagt, og Christopher Phatswe omkommer som den eneste. Derefter var der kun ét British Aerospace 146 fly i selskabets flåde, og der måtte indlejes fly for at opretholde driften.